# Ase zamorà-lleonès
L'ase zamorà-lleonès és una raça de ruc autòctona de les províncies espanyoles de Zamora i Lleó. Pertany al tronc europeu de races d'ase (Equus africanus asinus), de manera que en línies generals s'assembla molt a altres races d'altres països com el Poitú francès, i es troba estretament emparentat amb els ases de raça catalana i mallorquina, així com amb l'ase de les Encartaciones.
L'Associació Nacional de Criadors de la Raça d'Ases Zamorano-Lleonesa (ASZAL) és la principal organització encarregada de vetllar per la conservació, milloració i promoció de l'ase zamorà-lleonès, encara que també les Forces Armades tenen diversos exemplars de pura raça en la Unitat de Cria Cavallina.

## Perfil racial
Es caracteritza per la seva gran grandària i corpulència (mesura 1,60 metres), tan sols comparable al de l'ase de raça andalusa-cordovesa; arriba a aconseguir un pes de 350 kg; el perfil és recte i els seus ulls són ben marcats. El seu pelatge és de color castany fosc, però presenta el musell i el ventre clars, encara que a causa del seu llarg pelatge, que creix com a llana en forma d'esquinçalls, pot tapar aquestes marques. Tal com altres races espanyoles del tronc europeu, les seves orelles són cobertes de pelatge llarg, i la tosa és una pràctica dins de la raça. El seu caràcter és dòcil i molt resistent als canvis del clima.

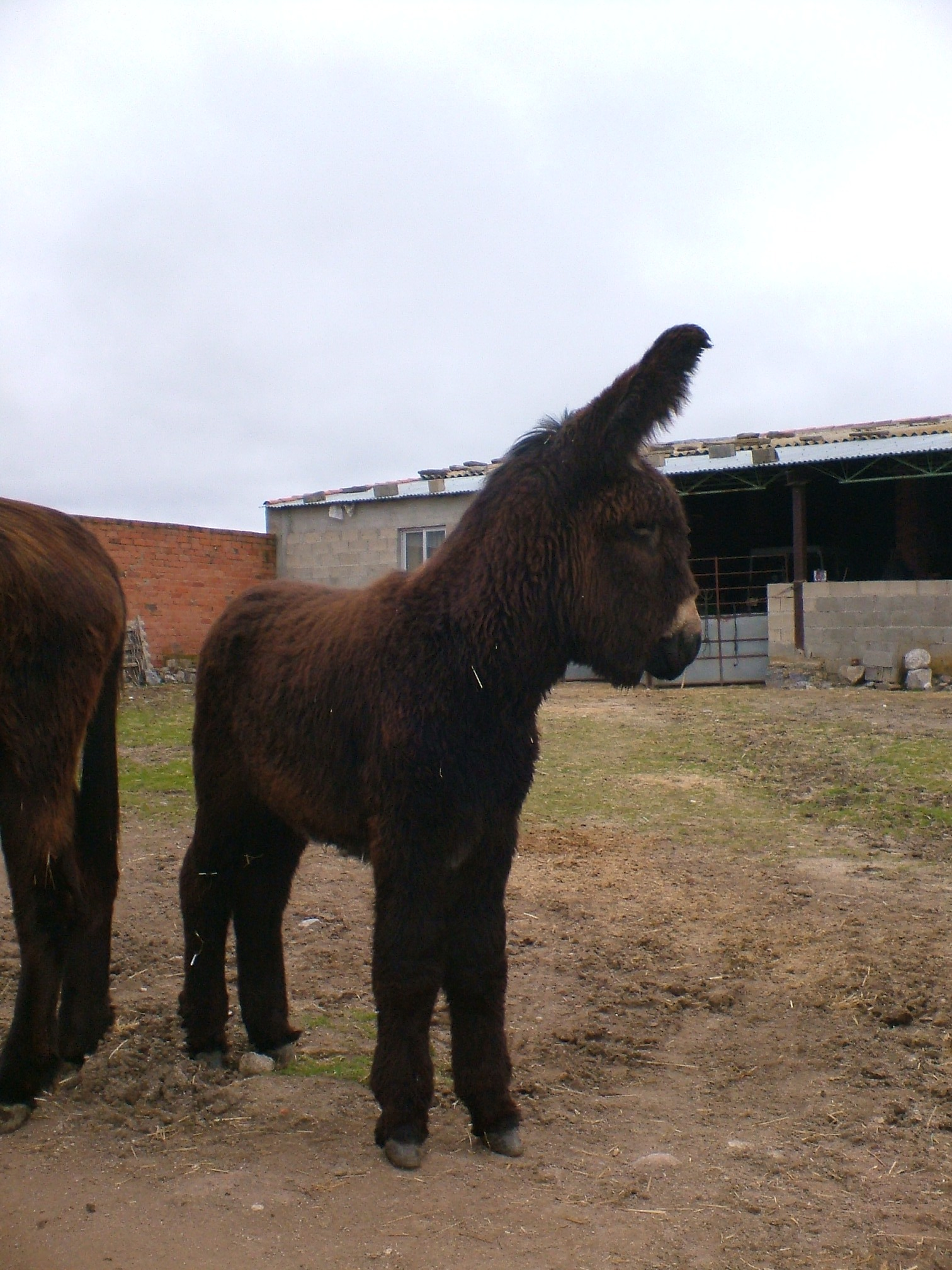
Ase.

### Morfologia
- Cap: voluminós, encara que estret, més petit en les femelles. Posseeix grans orelles i àmplies maixelles.
- Coll: musculós, recte i no gaire llarg; de cervo.
- Tronc: amb creu dissimulada, destaca la gropa, elevada, obliqua i ogival. Ventre de grans dimensions. Pit alt, ample i profund.
- Extremitats: robustes, gruixudes i amb cascos amples i ben desenvolupats. Poblades d'abundant pèl.
- Capa: de capa negra mal tenyida, amb degradacions argentades en musell, al voltant dels ulls, ventre i bragades. Un fort desenvolupament de llana.

El gran desenvolupament capil·lar —llana— dona a aquesta raça una especial fesomia.

### Denominacions
- ??: ase nounat i mentre mama (fins a 6 a 12 mesos d'edat).
- Pollí: ase jove, després del deslletament i fins que aconsegueix el desenvolupament sexual, entre 2 i 3 anys d'edat.
- Guarà: fins a 20 anys d'edat, aproximadament.
- Ruc, somer: sinònims d'ase.

## Origen i història de la raça
L'ase domèstic és originari de l'ase salvatge africà, dels quals encara hi ha espècies en llibertat en àrees de Somàlia, Etiòpia i Eritrea. En aquest esguard, les races de capa negra del nord d'Espanya, entre les quals es troba l'ase zamorà-lleonès, deriven concretament de l'ase salvatge somali.

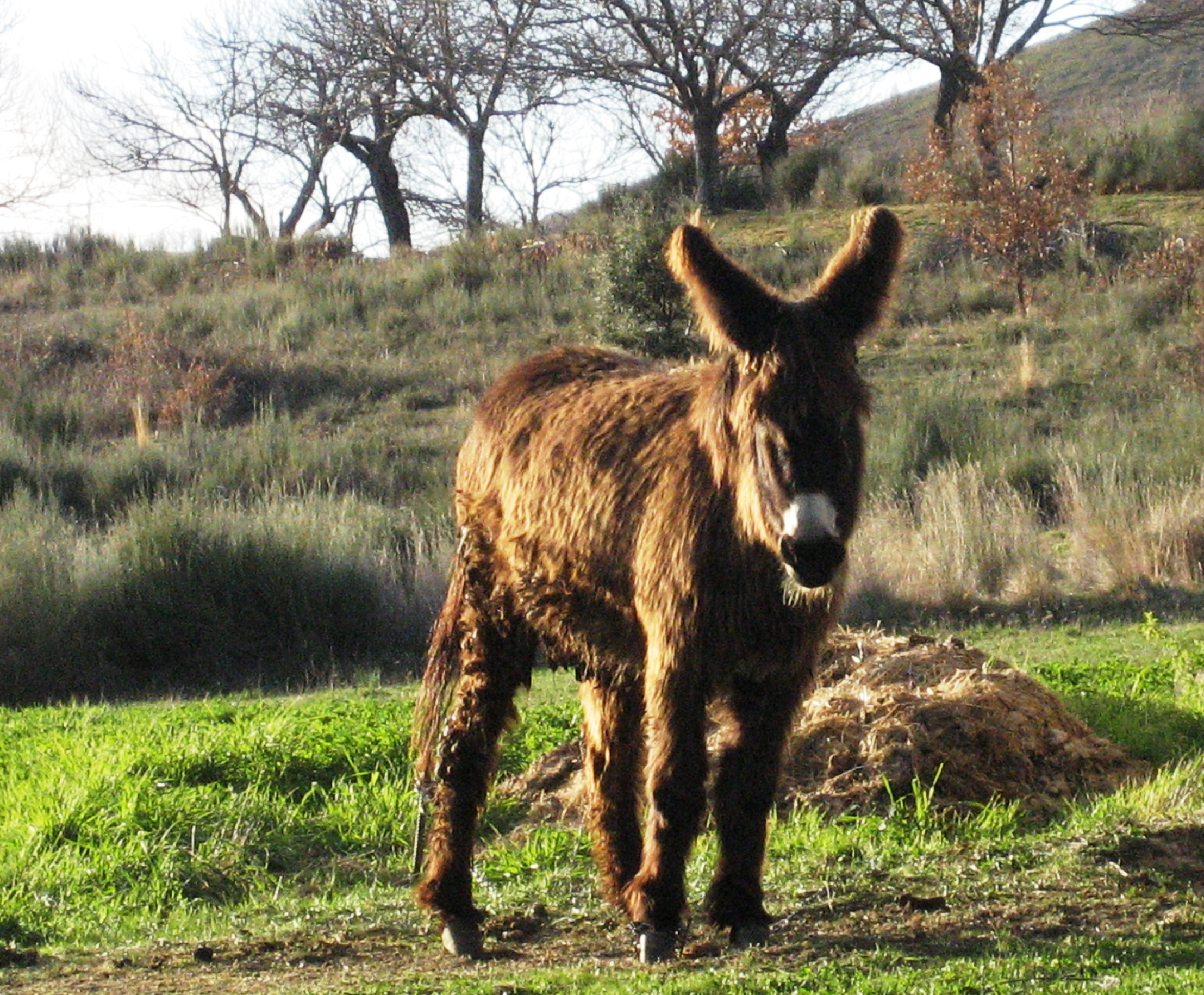
L'ase zamorà-lleonès és cobert per una capa de llana castanya, que el caracteritza i el fa únic en la seva espècie. La resta de races llanoses en provenen, com el ruc mirandés o el Poitou francès.

És durant l'Edat mitjana quan sorgeix l'ase zamorà-lleonès, amb la seva distribució original repartida entre la serralada Cantàbrica i els rius Cea i Órbigo. Molt valorat per la seva gran alçada, apte per al cobriment d'egües per a originar mules, de gran utilitat en el medi rural, va ser usat a aquest efecte en les parades, sobretot en el centre i oest peninsular. És així com en el segle xix, així com a principi del xx va viure aquesta raça el seu màxim apogeu. Es van expandir des de la seva zona inicial a les comarques zamoranes d'Aliste, Sayago i Alba, cap a comarques més orientals de mateixa província i cap a les províncies limítrofes de Salamanca i Lleó, criant alguns dels seus millors guarans en les proximitats del límit provincial de Lleó i Zamora, d'on pren el nom la raça. És a mitjan segle XX quan se sofreix una clara reculada amb la mecanització del camp, fins a reduir la seva població a aproximadament mil exemplars, amb el 80 % a Zamora.
Bon cobridor, va intervenir en la formació de diverses races d'ases estrangeres com l'ase de Poitou i l'ase americà.
El 1940, es crea el Llibre Genealògic de la Raça Asnal Zamorano-Lleonesa.[cita  No obstant això, no s'evita que, finalment, en 1987 sigui declarada com a raça en perill d'extinció. El 1995, es crea l'ASZAL, amb seu a Zamora, amb la condició de revocar aquesta situació mitjançant programes i accions, així com la cria selectiva de la raça. Els resultats sónpositius,[cita  encara que la valoració de raça en perill d'extinció continua en vigor avui dia.
La celebració de fires, destacant la de San Vitero, ha ajudat a la propaganda i accés de la raça, ajudant a conscienciar a la societat, així com mostrant a l'ase zamorà-lleonès com un animal apte per a exposicions gràcies a les seves característiques morfològiques que el fan únic.
D'ençà de l'any 2003, les tècniques de reproducció assistida s'han realitzat amb la condició d'optimar els resultats i, d'una banda, evitar malalties i, d'una altra, poder possibilitar el prenyat de ruques en llocs on no es disposa de guarans

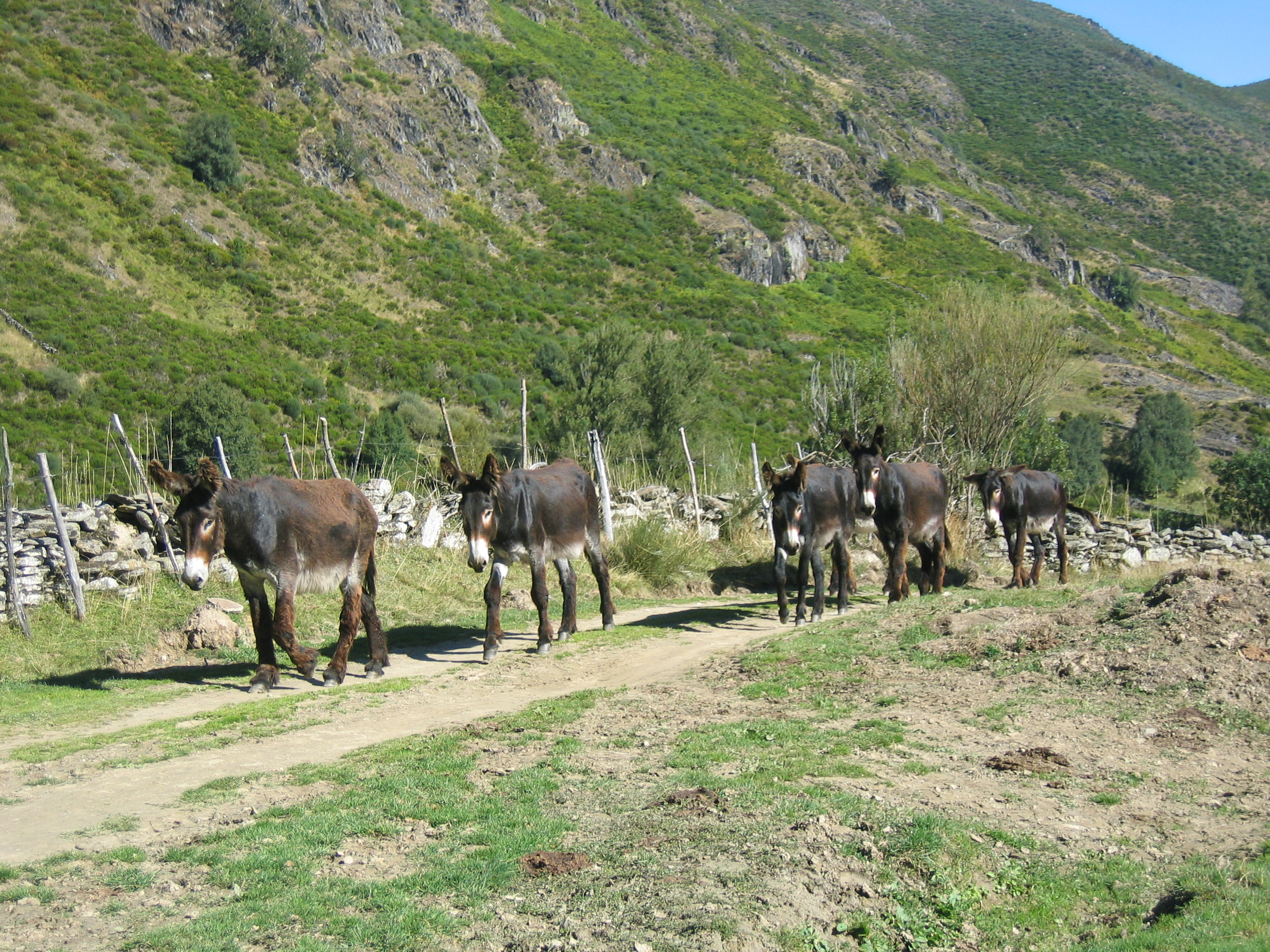
Ases zamorà-lleonesos a la província de Lleó, on la seva població és escassa.

### Usos de la raça
Entre els usos més tradicionals de la raça, trobem les de transport de persones i càrregues en tasques ramaderes, agrícoles i domèstiques. També, les labors pròpies de l'agricultura com llaurar les terres i vinyes, recollida de tubercles o la producció de mules. Aquestes activitats encara avui es continuen de practicar, encara que de manera exclusiva, se n'ha promogut un ús més cultural i recreatiu. D'aquesta manera, destaca la utilització de l'ase com a atracció per al turisme rural, però també el seu ús com en exhibicions ramaderes, pel seu atractiu morfològic. És una eina eficaç contra els incendis i per a la cura del medi, pasturant i netejant els boscos de mala herba. També destaca la producció làctia, s'empra la llet de ruca per a l'elaboració de cosmètics i altres productes per a la higiene personal.
No obstant això, l'asinoterapia és l'ocupació més nova, que se serveix de l'ase com a eina terapèutica amb persones en desavantatge físic, psicològica o social.
També és possible el seu ús en equitació, encara que no és comuna aquesta pràctica en aquesta raça —i ni tan sols en aquest animal—, sí que és possible a causa del seu caràcter dòcil i al seu alt nivell d'intel·ligència i aprenentatge. Nogensmenys, i encara que es pugui ensenyar a l'ase a practicar fins i tot domatge clàssic, la constància i perseverança de l'ensinistrador han de ser més grans que amb un cavall.